# Pargny
Pargny és un municipi francès situat al departament del Somme i a la regió dels Alts de França. L'any 2007 tenia 118 habitants.

## Demografia

### Població

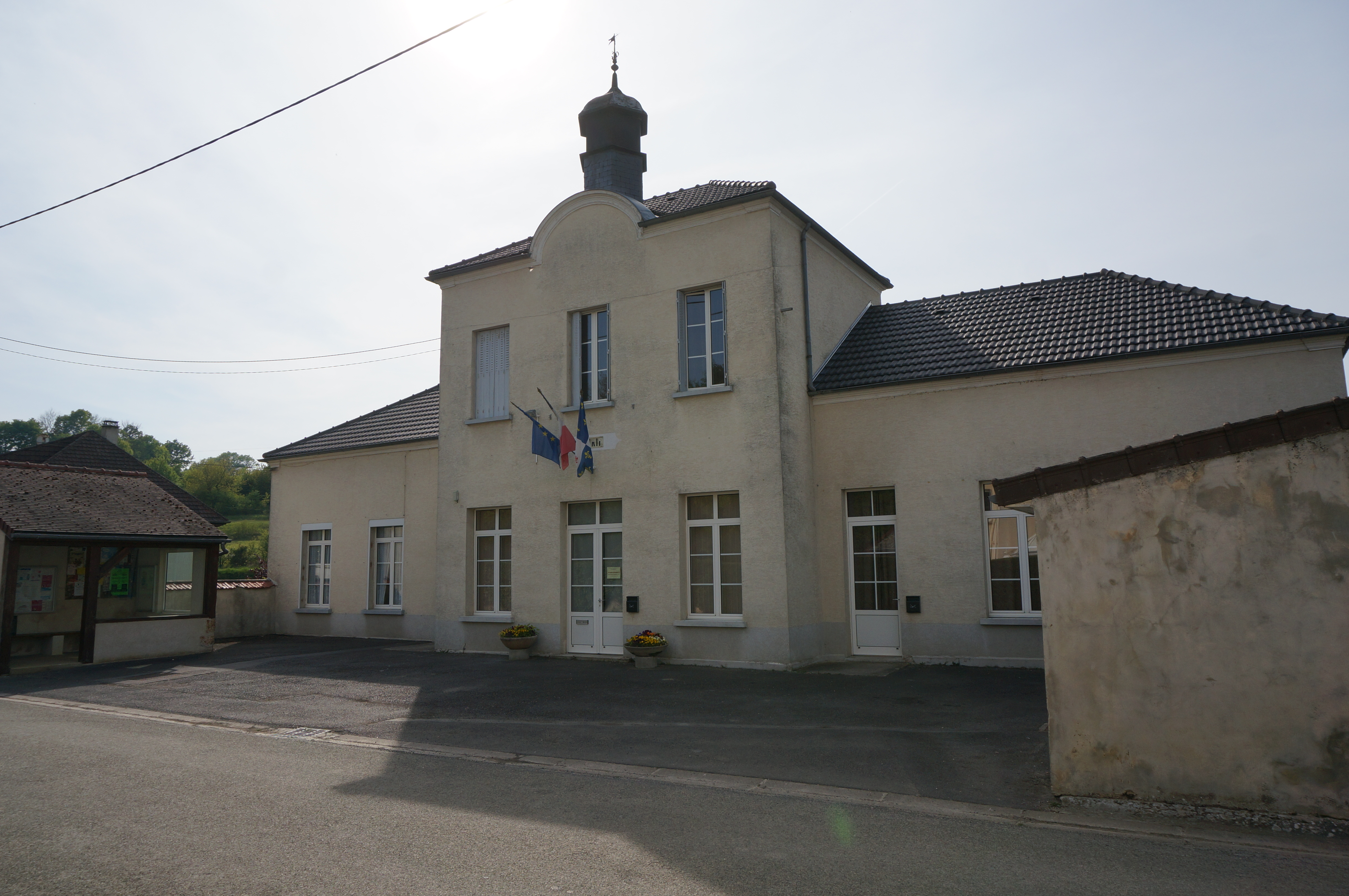

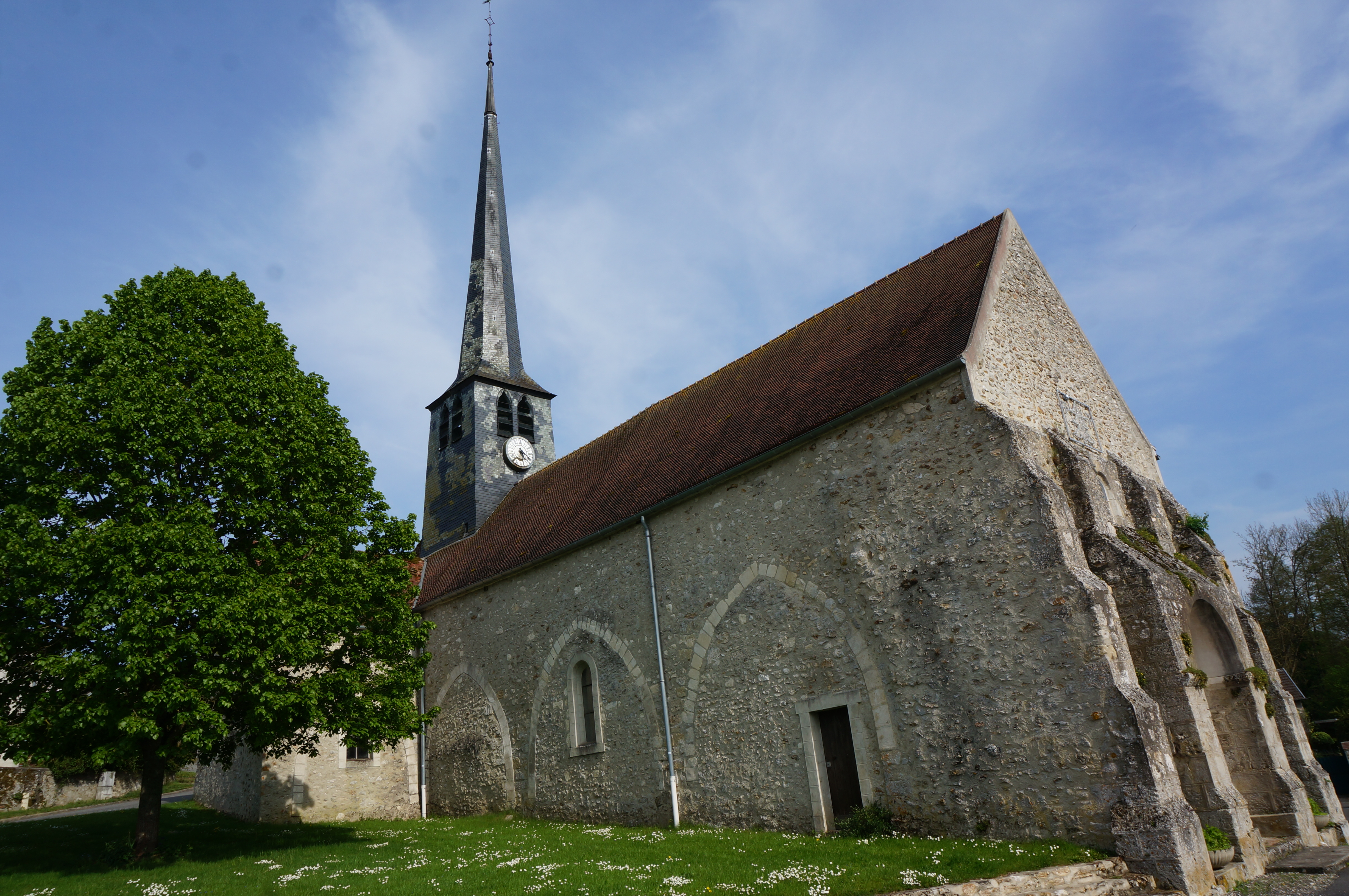

El 2007 la població de fet de Pargny era de 118 persones. Hi havia 52 famílies de les quals 16 eren unipersonals (4 homes vivint sols i 12 dones vivint soles), 20 parelles sense fills i 16 parelles amb fills.
La població ha evolucionat segons el següent gràfic:
Habitants censats

### Habitatges
El 2007 hi havia 66 habitatges, 52 eren l'habitatge principal de la família, 9 eren segones residències i 4 estaven desocupats. Tots els 66 habitatges eren cases. Dels 52 habitatges principals, 44 estaven ocupats pels seus propietaris i 8 estaven llogats i ocupats pels llogaters; 4 tenien dues cambres, 9 en tenien tres, 14 en tenien quatre i 25 en tenien cinc o més. 43 habitatges disposaven pel capbaix d'una plaça de pàrquing. A 29 habitatges hi havia un automòbil i a 21 n'hi havia dos o més.

### Piràmide de població
La piràmide de població per edats i sexe el 2009 era:
| Homes | Edats   | Dones |
| ----- | ------- | ----- |
| 0     | 95 o +  | 0     |
| 0     | 90 a 94 | 8     |
| 0     | 85 a 89 | 0     |
| 0     | 80 a 84 | 0     |
| 4     | 75 a 79 | 4     |
| 4     | 70 a 74 | 4     |
| 4     | 65 a 69 | 12    |
| 4     | 60 a 64 | 4     |
| 0     | 55 a 59 | 0     |
| 0     | 50 a 54 | 0     |
| 4     | 45 a 49 | 8     |
| 0     | 40 a 44 | 0     |
| 4     | 35 a 39 | 8     |
| 4     | 30 a 34 | 0     |
| 4     | 25 a 29 | 0     |
| 0     | 20 a 24 | 0     |
| 8     | 15 a 19 | 8     |
| 12    | 10 a 14 | 4     |
| 0     | 5 a 9   | 0     |
| 4     | 0 a 4   | 4     |

## Economia

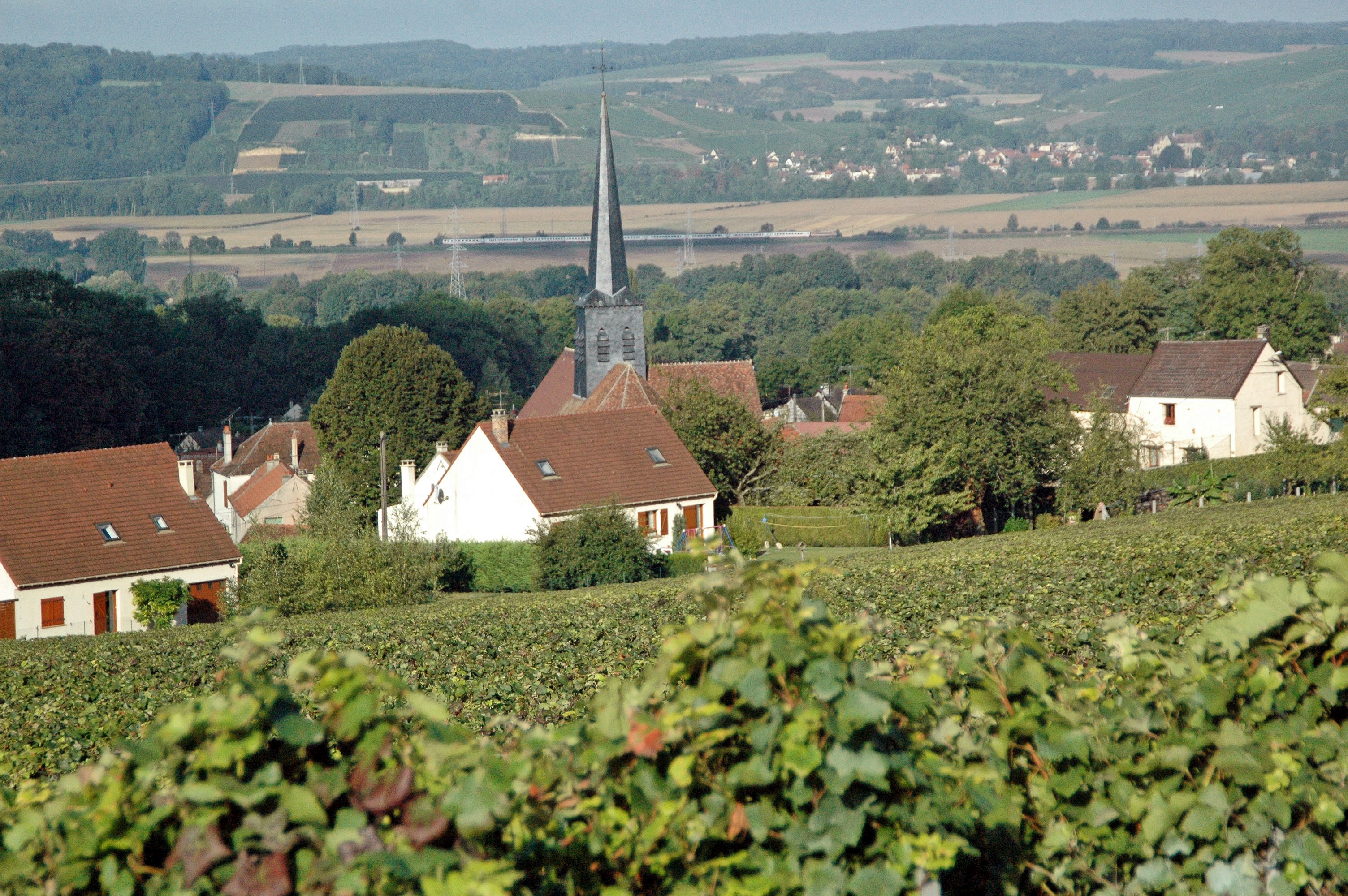

El 2007 la població en edat de treballar era de 73 persones, 53 eren actives i 20 eren inactives. De les 53 persones actives 45 estaven ocupades (27 homes i 18 dones) i 8 estaven aturades (6 homes i 2 dones). De les 20 persones inactives 5 estaven jubilades, 2 estaven estudiant i 13 estaven classificades com a «altres inactius».

### Ingressos
El 2009 a Pargny hi havia 55 unitats fiscals que integraven 152 persones, la mediana anual d'ingressos fiscals per persona era de 14.518 €.

### Activitats econòmiques
Dels 4 establiments que hi havia el 2007, 1 era d'una empresa de construcció, 1 d'una empresa de comerç i reparació d'automòbils i 2 d'entitats de l'administració pública.
L'únic servei als particulars que hi havia el 2009 era un guixaire pintor.
L'any 2000 a Pargny hi havia 4 explotacions agrícoles.

## Poblacions més properes
El següent diagrama mostra les poblacions més properes.